# Colibași (Giurgiu)
Colibaşi é uma comuna romena localizada no distrito de Giurgiu, na região de Muntênia. A comuna possui uma área de 28.34 km² e sua população era de 3570 habitantes segundo o censo de 2007.